# César Pérez (Fußballspieler)
César Ignacio Pérez Maldonado (* 29. November 2002 in Cerrillos, Santiago) ist ein chilenischer Fußballspieler. Der Mittelfeldspieler ist seit November 2023 Nationalspieler.

## Karriere

### Verein
César Pérez begann im Alter von vier Jahren mit dem Fußballspielen in seinem Stadtviertel Cerrillos. Im Alter von zehn Jahren schloss er sich dem CD Magallanes an, bei dem der Mittelfeldspieler am 1. Juni 2019 im Alter von 16 Jahren in der Profimannschaft gegen Deportes Copiapó debütierte. Nach vier Jahren in der Primera B gelang Pérez mit der Albiceleste die Meisterschaft und der direkte Aufstieg. Pérez wechselte allerdings zum neuen Ligakonkurrenten Unión La Calera. Im Juli 2024 unterschrieb er beim argentinischen Erstligisten CSD Defensa y Justicia.

### Nationalmannschaft
Pérez durchlief verschiedene U-Nationalmannschaften Chiles. In der A-Nationalmannschaft debütierte er im November 2023 beim Qualifikationsspiel zur Weltmeisterschaft 2026 gegen Ecuador. Unter Interimstrainer Nicolás Córdova wurde Pérez bei der 0:1-Niederlage in der 70. Spielminute für Erick Pulgar eingewechselt. Anschließend kam er in den beiden Freundschaftsspielen im März 2024 gegen Albanien und Frankreich ebenfalls als Einwechselspieler zum Einsatz. Pérez wurde von Nationaltrainer Ricardo Gareca für die Copa América 2024 nominiert und bestritt im letzten Gruppenspiel beim 0:0-Unentschieden gegen Kanada acht Turnierminuten.

## Erfolge
Magallanes
- Zweitliga-Meister: 2022

Chile U23
- Silbermedaille bei den Panamerikanischen Spielen: 2023